# Tim Medvetz
Tim Wayne Medvetz (* 1970) ist ein US-amerikanischer Produzent, Dokumentarfilmer, Motorrad-Entwickler, Bergsteiger und ehemaliges Mitglied der Hells Angels.

## Leben und Wirken
In seiner High-School-Zeit spielte Medvetz auf der Position des „Tight End“ in Colonia Football. In New York City arbeitete er acht Jahre als Türsteher. Zwei Jahre lebte er in Brasilien und erlernte dort Mixed Martial Arts.
1998 gründete er in Los Angeles sein Unternehmen, in welchem er Motorräder entwickelt und verkauft. Dort wurde er auch Mitglied der Hells Angels. Am 10. September 2001 erlitt er einen schweren Unfall, als er im San Fernando Valley mit seinem Motorrad von einem Lkw erfasst wurde. Entgegen der ersten Vermutung der Ärzte, dass sie Medvetz’ Beine amputieren müssten, konnten sie diese jedoch in mehreren Operationen erhalten. Allerdings diagnostizierte man ihm, dass er nie wieder richtig würde laufen können. Ein Jahr nach seinem Unfall entschloss sich Medvetz, sein Leben radikal zu ändern. Er schwor der Kriminalität und seinen Verbindungen zu den Hells Angels ab und setzte sich das Ziel, den Mount Everest zu besteigen. Er verkaufte seinen ganzen Besitz und reiste nach Nepal und Thailand, wo er sich vier Jahre auf die Besteigung vorbereitete. Bei dem zweiten Versuch, im Jahr 2007, gelang ihm diese. Nach seiner Rückkehr in die Vereinigten Staaten gründete er das „Heroes Project“, mit dem er Kriegsveteranen, die ihre Beine verloren haben, dabei unterstützte, zurück in ihr altes Leben zu finden.
Medvetz’ Rückgrat musste aufgrund des Unfalls lange Zeit mit einem Metallkäfig gestützt werden, in seinem Kopf befinden sich Metallplatten und sein linkes Bein wird mit neun Nägeln zusammengehalten. Nach der Besteigung des Everest setzte Tim Medvetz die ihm verschriebenen Schmerzmittel ab und rührte sie seitdem nie wieder an. Die erste Besteigung im Jahr 2006 scheiterte kurz vor dem Gipfel, Medvetz litt an Sauerstoffmangel. Der 1,96 m große Mann nahm bis zum zweiten und erfolgreichen Versuch 10 kg ab und schaffte dann die Besteigung. Die Besteigung wurde vom Discovery Channel in „Everest – Spiel mit dem Tod“ verfilmt. 2007 folgte die Dokumentation „After the Climb“ und 2014 die Reihe „Wild Life – Zurück ins Leben“, ebenfalls mit Medvetz in der Hauptrolle. In dieser Serie hilft er Menschen mit Problemen wieder auf die Beine zu kommen und etwas aus ihrem Leben zu machen. Dazu nimmt er sie, begleitet von einem Kamerateam, mit in die Wildnis Utahs.
Von 2008 bis 2013 war Medvetz mit Cher liiert, das Paar wollte 2012 sogar heiraten, trennte sich aber im darauffolgenden Jahr endgültig.

## Filmografie
- 2006: Everest – Spiel mit dem Tod
- 2007: After the Climb
- 2014: Wild Life – Zurück ins Leben